# Helga Hengge

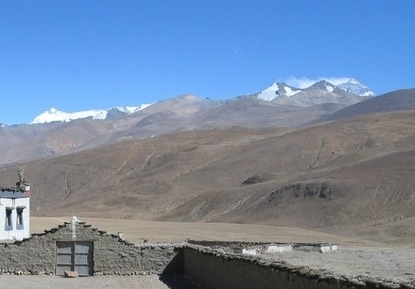
Schulhof der Tzombuk-Schule mit Blick auf den Mount Everest

Helga Hengge (* 9. Juli 1966 in Chicago) ist eine deutsche Journalistin, Autorin und Bergsteigerin und die erste deutsche Frau, die den Mount Everest erfolgreich mit Auf- und Abstieg meisterte und die jeweils höchsten Berge der sieben Kontinente (Seven Summits) bestieg. Sie lebt in Grünwald bei München.

## Leben

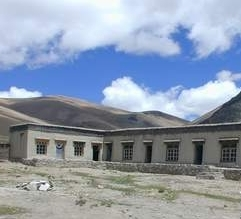
Ansicht des Schulgebäudes

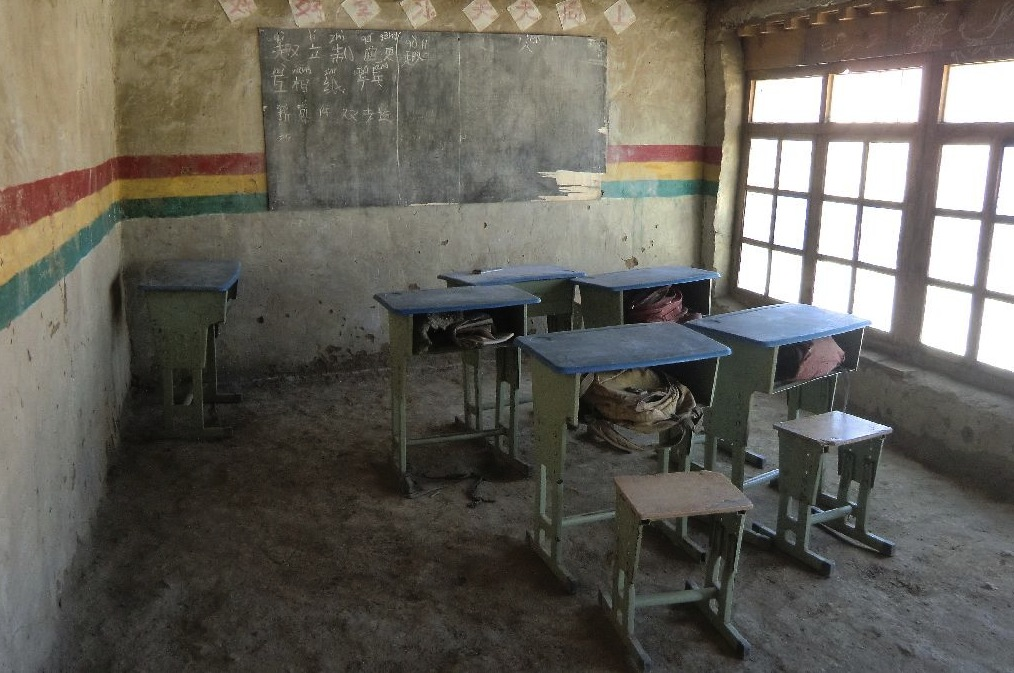
Ein Klassenzimmer der Schule

Nach dem Abitur 1985 arbeitete Helga Hengge als Modejournalistin und studierte von 1991 bis 1995 Marketing, Philosophie und Film an der New York University.
1996 begann sie mit dem Freiklettern. Nach mehreren Sechstausendern in Südamerika und Nepal und einer Teilnahme an einer Tour zum Basislager III des Cho Oyu nahm sie 1999 an einer amerikanisch-neuseeländischen Expedition unter Leitung von Russell Brice auf den Mount Everest teil. Am 27. Mai 1999 bewältigte Hengge als erste deutsche Frau die Mount-Everest-Nordroute und als erste deutsche Frau erfolgreich die komplette Besteigung des Mount Everest. Die Deutsche Hannelore Schmatz, die die südliche Route wählte, stand zwar bereits 1979 auf dem Gipfel, kam aber beim Abstieg ums Leben. Im Oktober 2001 gelang Hengge die Besteigung des Shishapangma-Mittelgipfels. Im Oktober 2010 konnte Hengge den Gipfel der Carstensz-Pyramide erreichen. 2011 erklomm sie mit dem Denali (Mount McKinley) in Alaska den siebten der Seven Summits.

## Schule in Tzombuk
Im Herbst 2002 wurde in Tzombuk, 4.750 Meter über Meereshöhe, am Fuße des Mount Everest unter Mithilfe von Helga Hengge, des Dorfältesten Kasang und der Dorfbewohner eine Schule für die dortigen Kinder errichtet. Tzombuk (auch Zamphuk oder Zombuk) ist ein Dorf im Kreis Tingri. Hier leben Angehörige der Yak-Pa, eines Volks in Tibet. Das Dorf befindet sich wenige Kilometer nördlich des Ronbuk-Klosters. Das Projekt erhielt weitere Unterstützung, unter anderem auch von Bergsteigern wie Russell Brice.